# Agriolimacidae
Agriolimacidae zijn een familie van landnaaktslakken. De familie bestaat uit 6 genera, ongeveer 135 soorten (123 soorten in Deroceras + minstens 12 andere soorten)

## Taxonomie
De volgende onderfamilies en geslachten zijn bij de familie ingedeeld:
- Onderfamilie Agriolimacinae H. Wagner, 1935 
  - Geslacht Deroceras Rafinesque, 1820 - typegeslacht beschreven als Agriolimax Mörch, 1865
  - Geslacht Furcopenis Castillejo & Wiktor, 1983
  - Geslacht Krynickillus Kaleniczenko, 1851
- Onderfamilie Mesolimacinae Hausdorf, 1998
  - Geslacht Mesolimax Pollonera, 1888
- Onderfamilie niet bekend
  - Geslacht Lytopelte Boettger, 1886
  - Geslacht Megalopelte Lindholm, 1914

## In Nederland waargenomen soorten
- Genus: Deroceras
  - Deroceras agreste - (Witte akkerslak)
  - Deroceras invadens - (Zwervende akkerslak)
  - Deroceras laeve - (Kleine akkerslak)
  - Deroceras reticulatum - (Gevlekte akkerslak)
  - Deroceras sturanyi - (Oostelijke akkerslak)